# صوفيا (إمبرطورة)
آليا صوفيا (ولدت حوالي 530 – توفيت حوالي 601) كان زوجة الإمبراطور جستين الثاني من الإمبراطورية البيزنطية، والحاكمة أثناء عدم أهلية زوجها من 573 حتى 578. كانت مهتمة على وجه التحديد في المسائل الاقتصادية، وشاركت في المسائل المالية خلال عهد جستن.

## روابط خارجية
- The article about Sittas in the Prosopography of the Later Roman Empire
- The article about Dulcidius in the Prosopography of the Later Roman Empire
- The article about Baduarius in the Prosopography of the Later Roman Empire
- Page from "The Art of the Byzantine Empire, 312-1453" by Cyril Mango (1972), quoting Theophanes on the burial of Justus
- Her profile, along with her family, in "Medieval Lands" by Charles Cawley

| ألقاب الحكم    | ألقاب الحكم                       | ألقاب الحكم         |
| -------------- | --------------------------------- | ------------------- |
| سبقها Theodora | Byzantine Empress consort 565–578 | تبعها Ino Anastasia |